# Кайдарова, Диляра Радиковна
Диляра Радиковна Кайдарова (каз. Диляра Радикқызы Қайдарова; 24 июля 1967; Алма-Ата, КазССР, СССР) — казахстанский учёный, гинеколог-онколог, доктор медицинских наук (2010), профессор, академик НАН РК (2017). Иностранный член РАН (2022).
Директор Казахского научно-исследовательского института онкологии и радиологии (с 2016 года по настоящее время), главный внештатный онколог Министерства здравоохранения Республики Казахстан. Президент Ассоциации онкологов РК (с 2016 года по настоящее время).
С января 2025 года первый проректор-провост Казахского национального медицинского университета им. Санжара Асфендиярова

## Биография
Родилась 24 июля 1967 года в Алматы.
В 1984 году поступила в Алма-Атинский государственный медицинский институт на лечебный факультет, который окончила в 1990 году. В том же году поступила в клиническую ординатуру по акушерству и гинекологии (АГМИ), которую окончила в 1992 году.
Трудовую деятельность начала в 1992 году рядовым врачом-онкологом гинекологического отделения Алматинского городского онкологического диспансера.
С 2006 по 2016 год — директор Алматинского онкологического центра;
С 2016 года по настоящее время — председатель правления АО Казахский научно-исследовательский институт онкологии и радиологии, председатель Ассоциации онкологов Республики Казахстан;
С 2016 года по настоящее время — заведующий кафедрой онкологии Казахского национального медицинского университета имени С. Д. Асфендиярова (КазНМУ);
В 2006 году прошла курс «Организация здравоохранения, менеджмент, экономика для руководителей здравоохранения» (США, Вирджиния).

## Членство в организациях
Член Европейской ассоциации по борьбе против рака шейки матки (ЕССА) и член Международного союза по борьбе с раком (UICC);
Член Евразийской федерации онкологии (EAFO) и Евразийского общества по опухолям головы и шеи (EASHNO);
Член Европейского Общества Медицинской Онкологии (ESMO) и Американского общества клинической онкологии (ASCO), входит в совет директоров EURAMA (Euro-Asian Mastology).

## Научная деятельность
Автор более 100 научных публикаций, в том числе в высоко-рейтинговых международных изданиях с высоким импакт-фактором, входящих в базы данных Scopus и Web of Science, 5 монографий, 3 учебников, обладатель 3 патентов в области онкологии.
Главный редактор журнала «Онкология и радиология Казахстана»;
В 2004 году защитила кандидатскую, в 2010 году докторскую диссертации.

## Награды
- Нагрудный знак МЗ РК «Отличник здравоохранения»;
- Лауреат независимой премии «Лидер науки» Национального центра научно-технической информации РК и Агентства Thomson Reuters;
- Обладатель специального Гранта и премии Министерства здравоохранения РК за лучшую опубликованную работу в области онкологии.
- 2016 — Медаль «25 лет независимости Республики Казахстан»;
- 2020 (3 декабря) — Указом президента РК награждена орденом «Курмет» — за заслуги в развитии отечественного здравоохранения, научно-исследовательской и педагогической деятельности.;[7]
- 2020 — Медаль «Белсенді қызметі үшін» от партии «Нур Отан»;
- 2021 (18 июня) — Национальная премия «Призвание» в номинации «За создание нового направления в медицине» за программу по онкофертильности. (Россия);[8][9]